# Wąsosz (gmina Koniecpol)
Wąsosz – wieś w Polsce, położona w województwie śląskim, w powiecie częstochowskim, w gminie Koniecpol.
W latach 1975–1998 miejscowość należała administracyjnie do województwa częstochowskiego.
Przez miejscowość przepływa niewielka rzeka Białka dopływ Pilicy.
Urodził się tu Eugeniusz Marcin Smarzyński – oficer Armii Krajowej, dowódca kompanii w 74 pułku piechoty AK. Kawaler Orderu Virtuti Militari.